# Jill Bennett
Jill Bennett (Fort Wayne (Indiana), 14 augustus 1975) is een Amerikaans actrice, filmregisseuse en filmproducente.

## Biografie
Bennett groeide op in Indiana en dacht niet aan acteren tot zij zestien jaar oud was. Op achttienjarige leeftijd won zij een toespraakwedstrijd in haar staat. Ze ging studeren aan de Bradley-universiteit in Peoria (Illinois) met een beurs en studeerde af in theaterwetenschap.
Bennett begon in 2000 met acteren in de televisieserie Beverly Hills, 90210. Hierna heeft zij nog meerdere rollen gespeeld in televisie- en internetseries en films, zoals The Pleasure Drivers (2006), Dante's Cove (2004-2007), 3Way (2008) en We Have to Stop Now (2009-2010).
Bennett heeft er nooit een geheim van gemaakt dat zij lesbisch is en is hier ook trots op. Mede dankzij dit feit heeft zij als lesbienne in diverse films en televisieseries gespeeld, zoals de internetserie 3Way. Bennett was ook diverse malen genomineerd voor een prijs voor haar werk als lesbienne.

## Filmografie

### Films
Uitgezonderd korte films.
- 2009: And Then Came Lola – als Casey
- 2008: Shattered! – als Mallory
- 2007: X's & O's – als Vivian
- 2007: Out at the Wedding – als Wendy
- 2006: The Pleasure Drivers – als Marcy
- 2006: In Her Line of Fire – als Sharon Serrano
- 2006: Expiration Date – als Alicia
- 2004: Then Comes Marriage – als Marcie
- 2003: Recipe for Disaster – als blinde blind date

### Televisie/internetseries
Uitgezonderd eenmalige gastoptredens.
- 2013-2014: Breaking Fat - als rechercheur Bennett - 10 afl.
- 2013: Second Shot - als Kat McDonald - 3 afl.
- 2009-2010: We Have to Stop Now – als Kit – 15 afl.
- 2008: 3Way – als Andrea Bailey – 12 afl.
- 2007: Dante's Cove – als Michelle – 5 afl.
- 2000: Beverly Hills, 90210 – als Darby Shanan – 2 afl.

### Filmregiseusse
- 2016 Do It for Us: Election 2016 - korte film
- 2013 For Them - korte film
- 2010 We Have to Stop Now - televisieserie - 8 afl.

### Filmproducente
- 2024 Under the Influencer - film
- 2016 Do It for Us: Election 2016 - korte film
- 2013 For Them - korte film
- 2013 Second Shot - televisieserie - 3 afl.
- 2013 Unconditional - korte film
- 2009-2010 We Have to Stop Now - televisieserie - 15 afl.

- International Standard Name Identifier: 0000 0000 7110 6866
- Library of Congress Control Number: no2009142951
- Virtual International Authority File: 100771195
- WorldCat: E39PBJcr7GJtk9VcCBrMpPMXVC